# دانييلي غريسو
دانييلي غريسو (بالإيطالية: Daniele Greco)‏ (27 أبريل 1988 بروما في إيطاليا - ) هو لاعب كرة قدم إيطالي في مركز الوسط. شارك مع منتخب إيطاليا تحت 15 سنة لكرة القدم ومنتخب إيطاليا تحت 16 سنة لكرة القدم ومنتخب إيطاليا تحت 17 سنة لكرة القدم ومنتخب إيطاليا تحت 19 سنة لكرة القدم ومنتخب إيطاليا تحت 20 سنة لكرة القدم. أما مع النوادي، فقد لعب مع نادي أسكولي ونادي برو باتاريا ونادي ساسولو ونادي لاتسيو وسورينتو كالتشيو ‏ وAS Melfi ‏ وPaganese Calcio 1926 ‏ وASD Città di Gallipoli ‏.

## وصلات خارجية
- دانييلي غريسو على موقع الاتحاد الدولي (مؤرشف)  (الإنجليزية)
- دانييلي غريسو على موقع قاعدة بيانات كرة القدم.إي يو (الإنجليزية)